# Amy Sherman-Palladino
Amy Sherman-Palladino (Los Ángeles, 17 de enero de 1966) es una guionista, directora y escritora estadounidense de origen judío. Es la creadora de series de televisión como,  Las chicas Gilmore (2000-2007), Bunheads (2012-2013), The Marvelous Mrs. Maisel (2017-2023) y  Étoile (2025).
Sherman-Palladino es la fundadora de Dorothy Parker Drank Here Productions. Es conocida por sus característicos diálogos rápidos, que a menudo están llenos de referencias a la cultura pop y también por su estilo preferido de filmación de planos maestro. En 2019, recibió el premio honorífico por su carrera en televisión, el llamado: Norman Lear Achievement Award in Television otorgado por el Sindicato de Productores de Estados Unidos.

## Primeros años
Amy V. Sherman nació en Los Ángeles, California. Es hija del comediante Don Sherman y la bailarina Maybin Hewes. Sherman lleva el nombre artístico de su padre. Su padre, que era del Bronx; ella ha declarado en varias ocasiones que fue criada "como judía. Más o menos".
Se formó en ballet clásico desde los cuatro años y practicó otras formas de danza en su adolescencia. Sherman-Palladino recibió una oferta para formar parte del elenco de bailarines del musical Cats mientras estaba esperando la respuesta para el puesto de guionista en la serie de televisión Roseanne. Finalmente cuando se le pidió que se uniera al grupo de guionistas renunció a su carrera de bailarina (para disgusto de su madre) y comenzó a escribir para televisión.

## Carrera
Comenzó a escribir para la serie de televisión Roseanne en 1990. Formó parte de la serie hasta la sexta temporada, que abandonó para trabajar en otros proyectos como la fallida comedia de 1996 Love and Marriage o la comedia de 1997 Over the Top. También escribió varios guiones de la comedia de NBC Veronica's Closet.
El éxito, le llegó con Gilmore Girls su primera serie en la que ejerció como directora, guionista y productora, ; que fue estrenada por la cadena de televisión The WB en el 2000. La serie fue una coproducción junto con su marido Daniel Palladino, ambos desempeñaron muchas funciones como creadores del programa, escribieron una gran cantidad de episodios y también ejercieron como directores, productores y show runners durante seis de los siete años de duración. Tras seis temporadas, el 20 de abril de 2006 se anunció oficialmente que Amy Sherman-Palladino y Daniel Palladino abandonaban la producción de Las chicas Gilmore tras la finalización de la sexta temporada, por discrepancias con sus respectivos contratos. Dave Rosenthal sería la persona encargada de relevar a los Palladino en la séptima y última temporada de la serie que en EE. UU. empezó a emitirse el 26 de septiembre de 2006, en la cadena The CW.
En marzo de 2008 se estrenó su nueva serie: The Return of Jezebel James, que constituyó un fracaso de crítica y público y que se retiró de la parrilla televisiva cuando contaba con 3 episodios emitidos. Posteriormente, en 2012 y 2013, fue productora y guionista de la serie Bunheads (creada junto con Lamar Damon y codirigida principalmente con Daniel Palladino) Las actrices principales de la serie fueron Kelly Bishop, Sutton Foster y Julia Goldani Telles, destacando diversas apariciones de actores y actrices del reparto de Las chicas Gilmore. Después del final de la temporada, se anunció la no renovación de la serie de televisión.
En 2016 se estrenó una octava temporada de Las cuatro estaciones de las chicas Gilmore en Netflix que contó con solo cuatro capítulos.
En junio de 2016, Amazon Prime Video encargó un piloto de una hora a Sherman-Palladino titulado La maravillosa señora Maisel, sobre una ama de casa de la década de 1950 que decide convertirse en una de las primeras cómicas femeninas. El episodio piloto de la serie se mostró el 17 de marzo de 2017, estrenando el resto de la temporada el 29 de noviembre de 2017. En los Emmys de 2018 la serie La maravillosa Señora Maisel se alzó como la gran vencedora de la noche, con los galardones más importantes: el premio a la mejor serie, mejor actriz protagonista (Rachel Brosnahan), mejor actriz de reparto (Alex Borstein), mejor dirección y mejor guion (ambos para Amy Sherman-Palladino).

## Vida personal
Amy Sherman-Palladino está casada con Daniel Palladino, quién junto a ella han sido encargados de dirigir, producir y escribir las series aclamadas de televisión Gilmore Girls o La maravillosa Señora Maisel.

## Estilo e influencias
El diálogo en el trabajo de Sherman-Palladino implica un uso intensivo de referencias de la cultura pop, entregadas en una réplica rápida, estilo comedia loca. Palladino también es muy particular en la selección y uso de la música en su trabajo. En una entrevista con la revista OutSmart, explicó lo perezoso e instructivo que es su uso en la mayoría de los programas de televisión: "Creo que la música en la televisión es uniformemente espantosa. Es mundano, no dice nada. Lo usan para decir: "¡Aquí hay un momento divertido!" ... ¿sabes? No es una extensión del drama, es una distracción. Es como: "Te distraeré para que no sepas lo horrible que es el programa... como una pista de risas. Eso, para mí, es lo que es la música en la televisión. Ellos componen todo, desde el principio hasta el final, para que Después de un tiempo la música es como ruido blanco. No le está dando su merecido, su lugar. Todo tiene su lugar. Pasaban los shows y no poníamos mucha música porque para mí la música era una extensión. del drama, así que si lo pones debajo de todo, es como poner un efecto de sonido de lavadora ahí, no es el punto. Es como tener dos personajes teniendo una discusión larga y no muy interesante sin ninguna otra razón. excepto para llenar el tiempo frente a la pantalla."
Ha citado como influencias de su trabajo a los comediantes Erma Bombeck, Woody Allen, Mel Brooks, Joan Rivers, Elaine May y Norman Lear. También ha mencionado a Barbara Streisand, Stephen Sondheim, Tony Kushner, Carole King y Bob Fosse como inspiraciones de la cultura pop. También ha manifestado su amor por los musicales clásicos como Easter Parade (1948), Singin' in the Rain (1952) y The Band Wagon (1953).

## Filmografía
| Año       | Título                            | Desempeño | Desempeño | Desempeño            | Notas                 |
| Año       | Título                            | Guionista | Directora | Productora Ejecutiva | Notas                 |
| --------- | --------------------------------- | --------- | --------- | -------------------- | --------------------- |
| 1990      | City                              | 1 ep.     | No        | No                   |                       |
| 1990–1994 | Roseanne                          | 13 ep.    | No        | 36 ep.               |                       |
| 1995      | Can't Hurry Love                  | 3 ep.     | No        | No                   |                       |
| 1996      | Love and Marriage                 | 5 ep.     | No        | Sí                   | serie cancelada       |
| 1997      | Over the Top                      | 1 ep.     | No        | 12 ep.               | coproductora          |
| 1998–1999 | Veronica's Closet                 | 2 ep.     | No        | Sí                   | productora ejecutiva  |
| 2000–2007 | Gilmore Girls                     | 52 ep.    | 15 ep.    | Sí                   | creadora              |
| 2008      | The Return of Jezebel James       | 4 ep.     | 2. ep.    | Sí                   | creadora              |
| 2012–2013 | Bunheads                          | 8 ep.     | 5 ep.     | Sí                   | creadora              |
| 2016      | Gilmore Girls: A Year in the Life | 2 ep.     | 2 ep.     | Sí                   | creadora              |
| 2017–2023 | The Marvelous Mrs. Maisel         | 23 ep.    | 21 ep.    | Sí                   | creadora y showrunner |
| 2025      | Étoile                            | Sí        | Sí        | Sí                   | creadora              |

## Premios y nominaciones
| Premios Primetime Emmy | Premios Primetime Emmy                  | Premios Primetime Emmy       | Premios Primetime Emmy | Premios Primetime Emmy |
| Año                    | Categoría                               | Trabajo nominado             | Resultado              | Ref.                   |
| ---------------------- | --------------------------------------- | ---------------------------- | ---------------------- | ---------------------- |
| 2018                   | Mejor serie de comedia                  | La maravillosa señora Maisel | Ganadora               | [ 23 ]                 |
| 2018                   | Mejor dirección en una serie de comedia | La maravillosa señora Maisel | Ganadora               | [ 23 ]                 |
| 2018                   | Mejor guion en una serie de comedia     | La maravillosa señora Maisel | Ganadora               | [ 23 ]                 |
| 2018                   | Mejor supervisión de música             | La maravillosa señora Maisel | Ganadora               | [ 23 ]                 |
| 2019                   | Mejor serie de comedia                  | La maravillosa señora Maisel | Nominada               | [ 23 ]                 |
| 2019                   | Mejor dirección en una serie de comedia | La maravillosa señora Maisel | Nominada               | [ 23 ]                 |
| 2019                   | Mejor supervisión de música             | La maravillosa señora Maisel | Ganadora               | [ 23 ]                 |
| 2020                   | Mejor serie de comedia                  | La maravillosa señora Maisel | Nominada               | [ 23 ]                 |
| 2020                   | Mejor dirección en una serie de comedia | La maravillosa señora Maisel | Nominada               | [ 23 ]                 |
| 2020                   | Mejor supervisión de música             | La maravillosa señora Maisel | Ganadora               | [ 23 ]                 |

| Premios del Sindicato de Directores | Premios del Sindicato de Directores     | Premios del Sindicato de Directores | Premios del Sindicato de Directores | Premios del Sindicato de Directores |
| Año                                 | Categoría                               | Trabajo nominado                    | Resultado                           | Ref.                                |
| ----------------------------------- | --------------------------------------- | ----------------------------------- | ----------------------------------- | ----------------------------------- |
| 2018                                | Mejor dirección de televisión - Comedia | La maravillosa señora Maisel        | Nominada                            | [ 24 ]                              |
| 2019                                | Mejor dirección de televisión - Comedia | La maravillosa señora Maisel        | Nominada                            | [ 25 ]                              |
| 2020                                | Mejor dirección de televisión - Comedia | La maravillosa señora Maisel        | Nominada                            | [ 26 ]                              |
| 2022                                | Mejor dirección de televisión - Comedia | La maravillosa señora Maisel        | Nominada                            | [ 27 ]                              |

| Premios del Sindicato de Productores | Premios del Sindicato de Productores                 | Premios del Sindicato de Productores | Premios del Sindicato de Productores | Premios del Sindicato de Productores |
| Año                                  | Categoría                                            | Trabajo nominado                     | Resultado                            | Ref.                                 |
| ------------------------------------ | ---------------------------------------------------- | ------------------------------------ | ------------------------------------ | ------------------------------------ |
| 2018                                 | Mejor producción de televisión - episodio de Comedia | La maravillosa señora Maisel         | Ganadora                             | [ 28 ]                               |
| 2019                                 | Mejor producción de televisión - episodio de Comedia | La maravillosa señora Maisel         | Ganadora                             | [ 29 ]                               |

## Libros
- Gilmore Girls: The Other Side Of Summer by Amy Sherman-Palladino and Helen Pai (2002, ISBN 0-06-050916-3)